# Юго-западный диалект белорусского языка

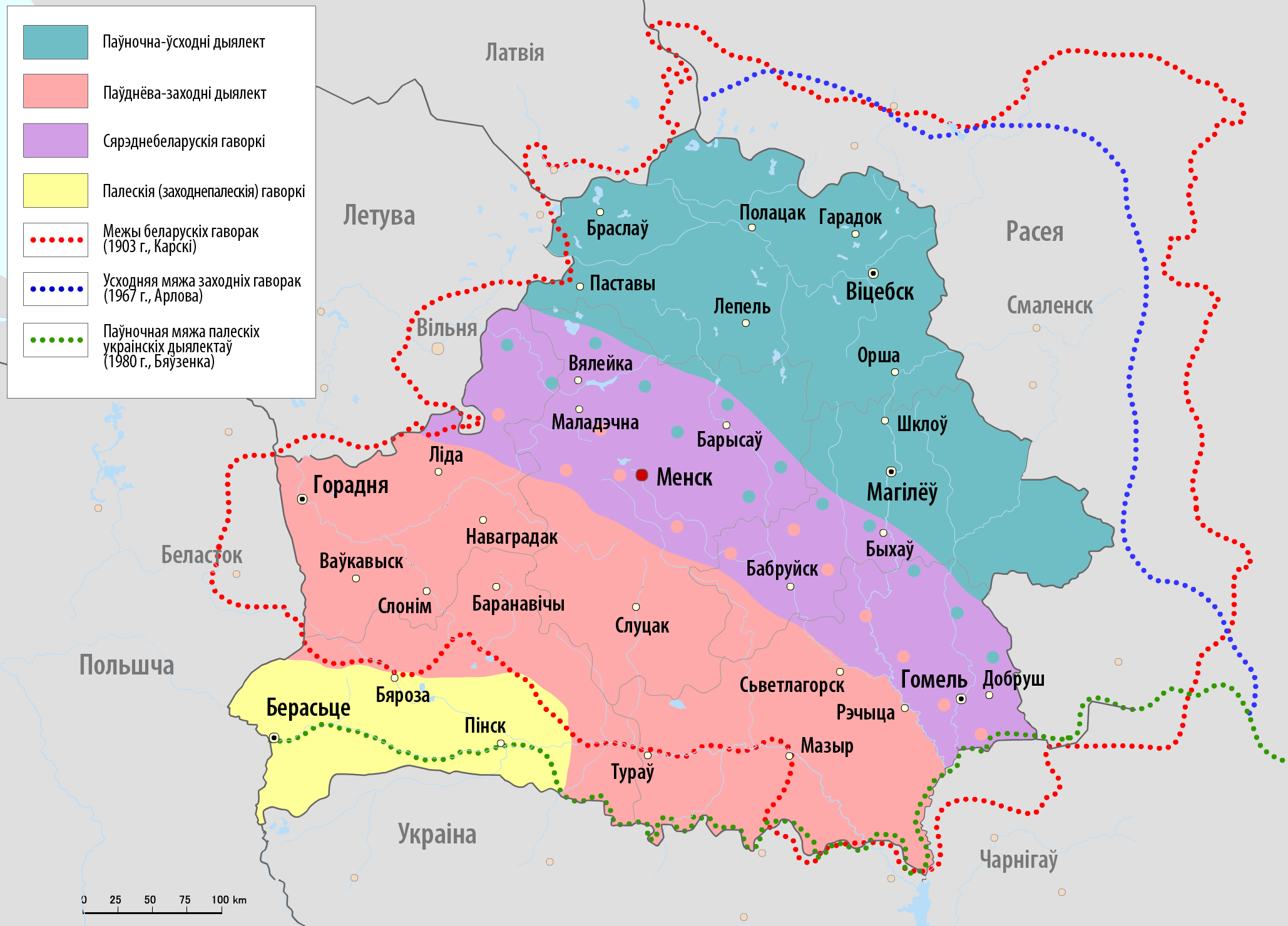
Юго-западный диалект на карте диалектов белорусского языка

Ю́го-за́падный диале́кт белору́сского языка́ (бел. паўднёва-заходні дыялект) — один из двух диалектов белорусского языка. Распространён на территории юго-западной Беларуси.
От северо-восточного диалекта отличается по основным принципам диалектного членения белорусского языка: по характеру аканья, произношению согласного /р/ и некоторым другим фонетическим особенностям.

## Классификация
В юго-западном диалекте выделяются три группы говоров:
- Гродненско-барановичская группа (на территории большей части Гродненской области, исключая её северо-восточную часть, и севера Брестской области)
- Слуцкая группа (на юге Минской области и в центральной и северо-западной частях Гомельской области)
- Мозырская группа (на территории южной части Гомельской области)

В статье «Белорусский язык» (в лингвистическом энциклопедическом словаре) приведены две группы говоров: гродненско-барановичская и слуцко-мозырская (объединяющая слуцкие и мозырские говоры).
Впервые юго-западное диалектное объединение в составе белорусского языка было выделено на диалектологической карте русского языка 1914 года как юго-западная группа говоров белорусского наречия, к нему были почти полностью отнесены среднебелорусские говоры (по современной карте) и исключены из него мозырские говоры (которые рассматривались диалектологами того времени как часть северномалорусской группы говоров).

## Область распространения и диалектные зоны
Говоры юго-западного диалекта размещаются на большей части Гродненской области (исключая её северо-восточные районы), в северной и восточной частях Брестской области, в южной части Минской области, в центральной и юго-западной частях Гомельской области, охватывая юго-западную часть Беларуси, за исключением крайне юго-западных районов, занимаемых полесскими говорами. На западе и северо-западе говоры юго-западного белорусского диалекта граничат с областью распространения польского языка, на севере и северо-востоке — со среднебелорусскими говорами, на юге и юго-востоке — с говорами северного диалекта украинского языка, на юго-западе — с полесскими говорами.
Большая часть территории юго-западного диалекта охватывается центральной диалектной зоной (кроме мозырских говоров на юге Гомельской области), объединяющей диалект со среднебелорусскими говорами; слуцкие и мозырские говоры охватываются юго-восточной и восточной диалектными зонами, связывающими общими диалектными явлениями все белорусские говоры восточной локализации — и среднебелорусские, и говоры северо-восточного диалекта; гродненско-барановичские говоры выделены вместе со среднебелорусскими и северо-восточными говорами крайнего запада, а также с полесскими говорами западной диалектной зоной; единственной диалектной зоной, не охватывающей говоры юго-западного диалекта является северо-западная диалектная зона.

## Особенности диалекта
Основными диалектными чертами, выделяющими говоры юго-западного диалекта (и противопоставляющими его северо-восточному диалекту) являются такие особенности вокализма, как наличие большего числа гласных фонем и недиссимилятивный тип аканья и яканья, в области консонантизма юго-западный диалект разделяет преимущественно общебелорусские черты (отличаясь от северо-восточного диалекта наличием твёрдого согласного звука [р] на месте этимологического мягкого). Среди морфологических черт отмечаются: утрата окончания -ць в 3-м лице ед. числа глаголов первого спряжения, употребление в функции сказуемого только местоименных прилагательных и т. д.

### Фонетика

#### Вокализм
1. Восьмифонемная система вокализма, включающая гласные /і/, /ы/, /е/, /а/, /у/, /о/, характерные для литературного языка, а также дополнительно гласные фонемы верхне-среднего подъёма /ê/ (/і͡е/), /ô/ (/у͡о/)[5].
2. Безударный вокализм после твёрдых согласных.
  - Недиссимилятивное аканье[1][3] — произношение [а] в первом предударном слоге после твёрдых согласных перед всеми ударными гласными [i], [е], [ы], [у], [о], [а]: травíца; на траве́, вад’е́; травы́, вады́; траву́; траво́й; трава́, вада́[6]. Данный тип аканья распространён также в большинстве среднебелорусских говоров и во всех акающих среднерусских и южнорусских говорах (за исключением говоров юго-западной диалектной зоны)[7][8][9]. Противопоставляется диссимилятивному аканью северо-восточного диалекта. В некоторых гродненско-барановичских и слуцких говорах отмечается неполное недиссимилятивное аканье, различающее гласные неверхнего подъёма в части позиций (в конечном открытом слоге): мо́цно, ц’о́пло, мо́рэ, сало́дкаго, но́ваго и т. п.[10] Неполное аканье находит отражение в ряде морфологических явлений: в окончаниях существительных муж. и жен. рода на -а в именительном пад. (ба́ц’ко, та́то, дз’а́ц’ко)[11]; в окончаниях прилагательных муж. рода в родительном пад. -ого (-аго) (маладо́го, б’аро́заваго)[12]; ср. рода в именительном пад. -оё (-аё, -яё) (сухо́йо, глыбо́кайо, с’і́н’айо)[12]. Полное аканье отражает такое явление, как совпадение окончаний существительных ед. числа жен. и ср. рода в именительном пад.: то́пкайа (-айе) бало́та.
  - Оканье — различение гласных в безударном положении: борода́, до́рого, база́р и т. п. Встречается в говорах юго-западных районов Гомельской области, примыкающих к полесскому диалектному ареалу[10].
3. Безударный вокализм после мягких согласных.
  - Недиссимилятивное яканье[1][3] неполного типа (произношение [’а] в первом предударном слоге перед всеми ударными гласными: в’асна́, з’амл’а́, и произношение [’е] во втором и последующих предударных, а также в заударных слогах: с’ерада́, в’ерабе́й, з’ел’енава́ты, во́с’ен’, в’е́ц’ер. Отмечается на всей территории диалекта, кроме некоторых районов Гродненской, Минской и частично Гомельской областей[13].
  - Недиссимилятивное яканье полного типа (произношение [’а] перед всеми ударными гласными во всех предударных и заударных слогах: в’асна́, з’амл’а́, с’арада́, в’араб’е́й, з’ал’анава́ты, во́с’ан’, в’е́ц’ар. Полное недиссимилятивное яканье распространено в некоторых районах Гродненской, Минской и частично Гомельской областей[13]. В данных говорах полное недиссимилятивное яканье находит отражение, например, в формах местного пад. существительных ед. числа муж. рода с окончанием -а (у л’е́с’а, у са́дз’а и т. п.) и ср. рода с окончанием -а (у бало́ц’а, у про́с’а и т. п.)[14]; в окончании -а существительных муж. и жен. рода на -а в дательном и предложном падежах: к даро́з’а, на машы́н’а и т. п.[11]
 Недиссимилятивное яканье, называемое иначе сильным, распространено также в большинстве среднебелорусских говоров и в среднерусских говорах Псковской группы[15][16][17].
  - Еканье, встречающееся на юге Минской области, юго-западе Гомельской области и в некоторых районах Брестской области[18]. В екающих говорах отмечается произношение местоимений йана́, йано́, йаны́ как йена́, йено́, йены́; м’ан’е́, ц’аб’е́, с’аб’е́ как м’ен’е́, ц’еб’е́, с’еб’е́[19].

#### Консонантизм
1. Произношение, как и в литературном языке и среднебелорусских говорах, твёрдого согласного звука [р] в отличие от мягкого [р’] в тех же позициях в говорах северо-восточного диалекта и в некоторых полесских говорах: рабіна (рябина)[1]. Мягкий [р’] произносится перед [і] из *ь (созр’і́ло) и на месте этимологического о (др’і́бны, р’ік), а также перед [а] и [у] (гр’аз’, бр’у́хо, кр’ук)[20].
2. Дзеканье и цеканье (произношение аффрикат [дз’] и [ц’] на месте [д’] и [т’]), как и в литературном языке и во всех говорах: дзен’, дзі́ва, цен’, ці́хі[3]. Произношение мягких [д’] и [т’] встречается только в полесских говорах и в южных говорах на границе с Украиной[21][22].
3. Произношение твёрдых шипящих [ж], [ш], [ч], как и в литературном языке и во всех говорах: жыла́, шыц’, чыта́ц’, пчала́, кроме некоторых говоров Полесья[21][22].
4. Произношение твёрдых губных в соответствии мягким [б’], [в’], [м’], [н’] перед гласными заднего ряда[21].
5. Произношение фарингального звонкого щелевого согласного [h] в соответствии /г/, как и в литературном языке и во всех говорах.
6. Наличие протетического /в/ перед губными гласными[3], как и в литературном языке и во всех говорах: во́ка, во́с’ен’, ву́л’ей, ву́л’іца. При этом в говорах западной части Гродненской области и южной части Гомельской области распространено произношение протетического /г/: го́стрый, го́сэн’, гу́тка, гу́лыца при случаях отсутствия протетических звуков: о́кна, о́с’ан', у́шко, у́л’іца[23].

### Морфология

#### Имя существительное
1. В соответствии с формой винительного пад. одушевлённых существительных ед. и мн. числа в литературном языке (запро́г вала́, па́св’іла каро́ў) употребление именительного пад. наряду с родительным: запро́г вол, па́св’іла каро́вы. В соответствии с формой винительного пад. неодушевлённых существительных ед. и мн. числа в литературном языке (знайшо́ў грыб, пасадз’і́ў кусты́) употребление родительного пад. наряду с именительным: знайшо́ў грыба́, пасадз’і́ў кусто́ў[24].
2. Совпадение окончаний существительных ед. числа жен. и ср. рода в именительном пад.: то́пкайа (-айе) бало́та, вялі́кайа (-айе) ста́да в говорах с полным аканьем[25].
3. Остатки форм двойственного числа: дзв’е гадз’ і́н’е, або́два с’ц’абл’е́, аб’е́дз’в’е галав’е́ и т. п., изредка встречающихся и в среднебелорусских говорах[26].
4. Наличие звательного пад.: бра́ц’е, дру́жа, сы́нку, ба́ц’ко, ма́мо, с’е́стро, Га́л’у и т. п. Звательный пад. известен также в среднебелорусских говорах[27].
5. Формы местного пад. существительных ед. числа муж. рода с окончанием -а (у л’е́с’а, у са́дз’а и т. п.) и ср. рода с окончанием -а (у бало́ц’а, у про́с’а и т. п.) в говорах с полным яканьем. Окончания -ові, -і, -і͡е (-ы͡е) в местном пад. существительных муж. рода (об воўко́в’і, на стол’і́, на пн’і͡е и т. п.) и окончания -і, -ові (-овы) в местном пад. существительных ср. рода (на сэл’і́, на боло́тов’і и т. п.) в говорах южной части диалекта[14].
6. Окончание -о существительных муж. и жен. рода ед. числа на -а в именительном пад.: ба́ц’ко, та́то, дз’а́ц’ко и т. п. в говорах с неполным недиссимилятивным аканьем. Такие же формы представлены в полесских говорах[11].
7. Окончание -е существительных муж. и жен. рода ед. числа на -а в родительном пад.: у с’астрэ́, ка́л’а шко́ле и т. п.; окончания -ê, -і͡е, (-ы͡е), -і существительных муж. и жен. рода ед. числа на -а в дательном и местном падежах: вадз’ê, голові͡е, горы͡е, на ноз’і́ и т. п. и окончание -а в говорах с полным яканьем: к даро́з’а, на машы́н’а и т. п.[11]
8. Окончания -ою (-аю), -ею, -ую существительных муж. и жен. рода ед. числа на -а в творительном пад.: галаво́йу, пшан’і́цайу, з’амл’е́йу, ха́туйу и т. п.[11]
9. Формы творительного пад. существительных ед. числа жен. рода типа мыш с окончанием -ою (-ею), -аю: мышо́йу, мышэ́йу, мы́шайу т. п.[28]
10. Окончания -е (-ê, -і͡е (-ы͡е)), -э (-ы͡э) существительных муж. и жен. рода мн. числа с ударением на окончании в именительном пад.: м’ашк’е́, вараб’йê, збанк’і͡е, кл’учы͡е, зубрэ́; жанк’е́, хустк’е́, каравэ́ и т. п. и окончание -а существительных ср. рода мн. числа в именительном пад.: кал’о́са, в’о́дра, гу́мна, аз’о́ра и т. п.[29]
11. Окончания -ом (-ôм) существительных мн. числа в дательном пад.: стаго́м, начôм, дз’ац’о́м и т. п.[29]
12. Окончания -і (-ы) одушевлённых существительных мн. числа в винительном пад.: гадава́ла сыны́, пас’е́ каро́вы, половы́ў мы́шы и т. п. как и в среднебелорусских говорах[29].
13. Окончания -ох (-ôх, у͡ох), -ех существительных мн. числа в местном пад.: у л’асо́х, у пал’ôх, па дз’аўку͡ох, у кустэ́х и т. п.[29]
14. Образования существительных, обозначающих молодые существа при помощи окончаний -а и -о, как и в среднебелорусских говорах: ц’ал’а́, дз’іц’а́ и ц’ал’о́, дз’іц’о́ и т. п. в отличие от форм северо-восточного диалекта (дз’іц’о́нык, йагн’о́нак и т. п.), а также некоторых говоров Гродненской и Брестской области (парс’у́к, ц’ал’у́к и т. п.). В косвенных падежах для данных существительных употребляются формы ц’ал’а́ц’і, парас’а́ц’і, йагн’а́ц’і в отличие от форм среднебелорусских говоров: аб ц’ал’у́, парас’у́[30].
15. Склонение существительных ср. рода, оканчивающихся на -мя: і́м’а, і́м’ен’і, і́м’ен’ем и т. п. в отличие от других белорусских говоров: і́м’а, і́м’у, і́м’ем и т. п.[30]

#### Местоимение
1. Произношение местоимений йана́, йано́, йаны́ как йена́, йено́, йены́; м’ан’е́, ц’аб’е́, с’аб’е́ как м’ен’е́, ц’еб’е́, с’еб’е́ в екающих говорах[19].